# Schemasprache (XML)
Eine Schemasprache (englisch schema definition language, auch Schema-Definitionssprache oder Dokumenttyp-Definitionssprache) ist eine Sprache zur Klassifizierung von XML-Dokumenten und zur syntaktischen Beschreibung bezüglich ihrer Struktur und ihres Inhalts. Eine Dokumenttyp-Definition bietet eine Sicht auf den Dokumenttyp auf einem relativ hohen Abstraktionsgrad.
XML-Dokumente lassen sich als String-Repräsentationen einer Baumstruktur auffassen. Ein validierender Parser formt dabei ein wohlgeformtes XML-Dokument in eine Baumstruktur um und validiert diese anhand eines Automaten für reguläre Baum-Grammatiken.
Die in die XML-Spezifikation eingebettete Dokumenttypdefinition (DTD) bietet relativ wenige Möglichkeiten zur Validierung und kann nur lokale Baumgrammatiken beschreiben.
Eine weitere stark verbreitete Dokumenttyp-Definitionssprache ist XML Schema. Im Gegensatz zu DTDs kann diese Single-Type-Grammatiken beschreiben.
Mit RELAX NG ist es möglich jede reguläre Baum-Grammatik zu formulieren, auch solche mit mehrdeutigen Regeln.

## Liste der Dokumenttyp-Definitionssprachen
- XML Schema[1]
- RELAX NG[2]
- DSD[3]
- XML-Data[4]
- DCD[5]
- DDML[6]
- SOX[7]
- Schematron[8]
- Examplotron[9]
- Assertion Grammars[10]
- TREX (Tree Regular Expressions for XML)[11]